# Atelier (New York City)
Atelier, auch Atelier Condo, ist ein Wolkenkratzer in Midtown Manhattan in New York City, Vereinigte Staaten.

## Beschreibung
Der Wohnturm Atelier befindet sich an der West 42nd Street zwischen der Eleventh Avenue und der Twelfth Avenue (Teil des West Side Highways) im Stadtteil Hell’s Kitchen auf der West Side von Manhattan. Nachbargebäude sind die zwei Wolkenkratzer Silver Towers (beide 199 m), der 206 m hohe Sky und das Apartmenthaus „River Place“, mit denen er einen Hochhauskomplex bildet. Nur ein Block westlich fließt der Hudson River.
Der Wohnwolkenkratzer wurde vom griechisch-amerikanischen Architekten Costas Kondylis entworfen und von 2004 bis 2007 erbaut. Bauherr war die Moinian Group. Der Turm ist 158,8 m (521 Fuß) hoch und hat 46 Stockwerke. Das Gebäude beherbergt 478 ein bis vier Schlafzimmer große luxuriöse Eigentumswohnungen. Die gesamte 46. Etage wird von einem einzigen Penthouse eingenommen. Im Erdgeschoss des Wolkenkratzers befindet sich eine Kunstgalerie, die auch die Lobby als Teil ihrer Ausstellungsfläche einbezieht. Auf dem Dach ist eine Solaranlage installiert und dort steht des Weiteren für die Bewohner eine private Lounge zur Verfügung. Das Atelier Condo bietet weiter einen Swimmingpool, ein Fitnesscenter, Basketball- und Volleyballplätze sowie eine begrünte Sonnenterrasse. Einige Eigentumswohnungen werden von River 2 River Realty kurzfristig insbesondere an Prominente vermietet.
Der Wolkenkratzer hat und hatte eine Reihe von bekannten Bewohnern, darunter Deborah Cox, Brendan Fraser, Lindsay Lohan, Mekhi Phifer und Dania Ramirez. In der von Netflix produzierten Serie Marvel’s The Defenders war Atelier Condo Schauplatz einiger Szenen. Die Lobby war Drehort einiger nächtlichen Szenen und das in der Serie als „Midland Circle“ bezeichnete Gebäude wurde im Serienfinale zerstört.

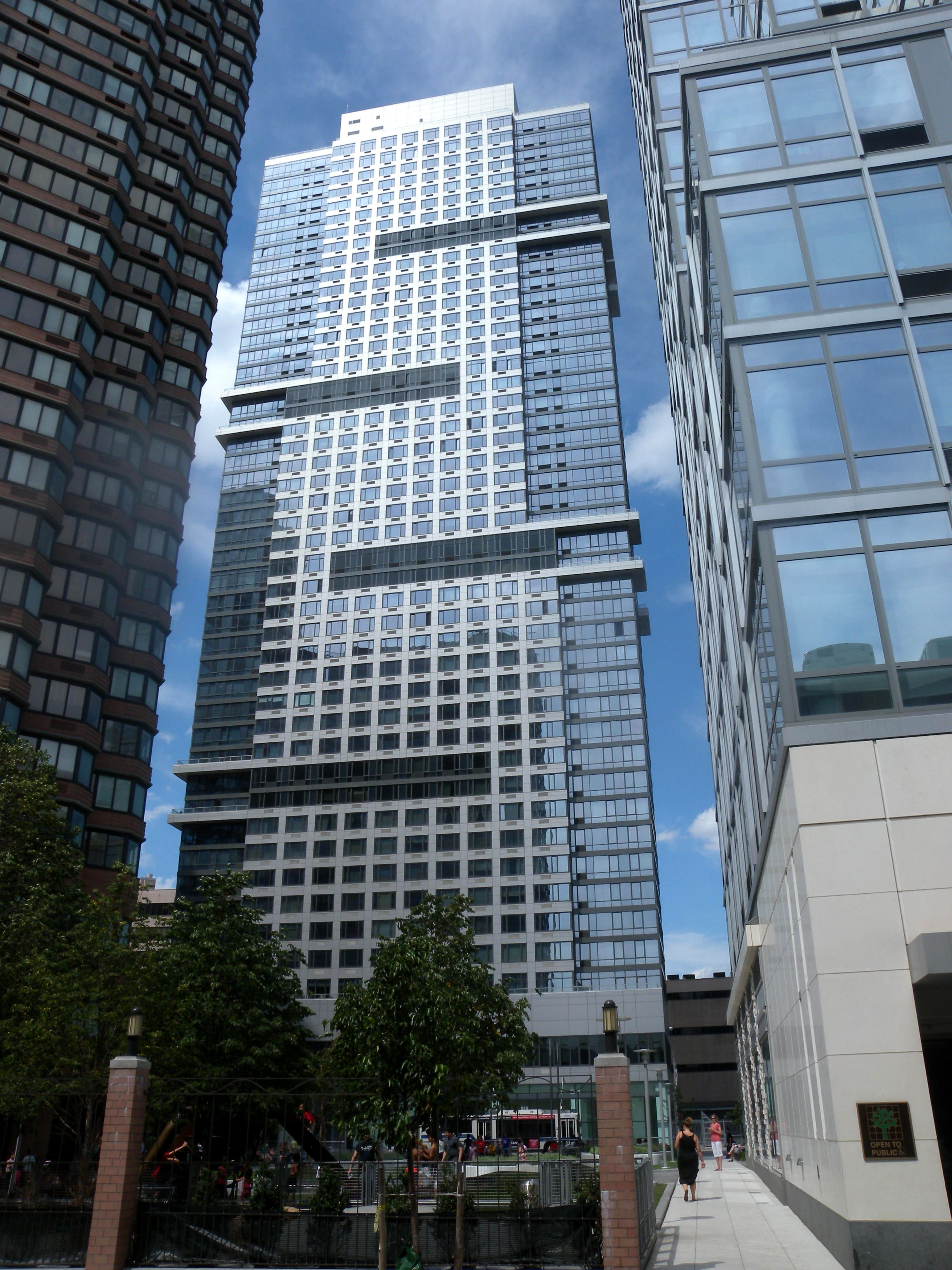
Das Gebäude von der 41st Street gesehen (Juli 2011)